# Sympycnus cirripes
Sympycnus cirripes är en tvåvingeart som först beskrevs av Alexander Henry Haliday 1851.  Sympycnus cirripes ingår i släktet Sympycnus och familjen styltflugor. Inga underarter finns listade i Catalogue of Life.